# Janvier 1853

## Événements
- En France, création de la compagnie ferroviaire du Grand Central, avec pour ambition de joindre Paris au Midi de la France.
- Nicolas Ier de Russie laisse entrevoir à l’ambassadeur britannique John Seymour la possibilité d’un démembrement de l’Empire ottoman. Réticence des Britanniques.

- 9 janvier, France : un décret bannit le général Changarnier.

- 29 janvier : Napoléon III épouse la comtesse espagnole Eugénie de Montijo à la cathédrale Notre-Dame de Paris.

## Naissances
- 11 janvier : Georgios Jakobides, peintre grec († 13 décembre 1932).
- 13 janvier : Camille-Félix Bellanger, peintre français.
- 24 janvier : Paul Julius Möbius, médecin allemand.
- 28 janvier : José Martí, homme politique, philosophe, penseur, journaliste et poète cubain et partisan de l'indépendance de Cuba et de porto Rico durant la domination espagnol et portugaise en Amérique latine († 19 mai 1895).
- 29 janvier : Joseph Rulot, sculpteur belge († 16 février 1919).
- 30 janvier : Amalie Vanotti, peintre badoise († 7 juillet 1936).